# Vox Posthuma
Vox Posthuma – poemat Antoniego Langego wydany w 1895 w Warszawie.
Dosłowne przetłumaczenie tytułu na polski brzmi: głos pośmiertny.
Utwór nawiązuje treścią do takich dzieł jak: Wielki testament François Villona, Spowiedź dziecięcia wieku Alfreda de Musseta, czy Spowiedź szaleńca Augusta Strindberga. Lange korzysta ze znanego w romantyzmie chwytu: przypisuje swojemu poematowi autorstwo Janusza X.; fikcyjnego poety-samobójcy, typowego dziecięcia wieku, chorego chorobą końca wieku (newroza). Utrzymany w stylistyce pożegnalnego listu czy też spowiedzi – poemat stara się wniknąć w psychikę archetypicznego przedstawiciela dekadentyzmu.